# Dolní Polubný
Dolní Polubný – stacja kolejowa w Czechach. Tuż za wyjazdem z tunelu (jest to trzeci tunel od strony Tanvaldu o długości 163 m) kończy się odcinek zębaty. Na tutejszej stacji do roku 1996 układ torów umożliwiał mijanie się pociągów, a "zębatka" systemu Abta przebiegała przez stację bez przerwy (obecnie listwa zębata zaczyna się ponownie dopiero kilkadziesiąt metrów za stacją). Atrakcją były tu skomplikowane zwrotnice systemu Abta, umożliwiające jazdę lokomotyw z kołem zębatym.